# Rociana del Condado
Rociana del Condado – gmina w Hiszpanii, w prowincji Huelva, w Andaluzji, o powierzchni 71,95 km². W 2011 roku gmina liczyła 7634 mieszkańców.